# André Devigny
André Devigny (25 de mayo de 1916–12 de febrero de 1999) fue un soldado francés y miembro de la Resistencia Francesa.

## Biografía
Devigny, por entonces maestro de escuela, se unió al Ejército francés justo antes del estallido de Segunda Guerra Mundial en 1939. En el año 1940 formó parte de combate como miembro de la infantería mecanizada, siendo herido en junio. Al igual que muchos oficiales del ejército francés, pasó a formar parte del movimiento de resistencia antinazi después de la ocupación de su país y se desempeñó en Lyon región bajo el alias de Valentin. Trabajó con la Dirección de Operaciones Especiales (Special Operations Executive, SOE) brindándoles información sobre los alemanes viajando a través de España y Marruecos. En octubre de 1942, se unió al grupo de resistencia conocido como la Red Gilbert. Llegó a ser uno de los tres comandantes, junto a Gilbert Groussard y Jean Cambus. El grupo ayudó a refugiados a huir a Suiza, envió información a los británicos vía su cónsul en Ginebra, y saboteó material alemán.
En abril de 1943, Robert Moog infiltrado en el grupo, delató a muchos de sus miembros a las autoridades alemanas. Entre ellos estaba Edmée Delétraz, entonces vigilada entonces por la Gestapo. Más tarde fue sospechosa de haber traicionado a Jean Moulin, uno de los más conspicuos miembros de la resistencia francesa, aunque Devigny siempre la defendió vehementemente frente a esta acusación. Tras conocerla, Devigny fue arrestado y enviado a la formidable prisión de Montluc, considerada inextricable. Allí fue torturado por Klaus Barbie y sus hombres, pero no les brindó ninguna información de valor. Realizó varios intentos de fuga y fue castigado por cada uno de ellos. El 20 de agosto de 1943 fue sentenciado a ser ejecutado el día 28 de agosto. En aquel momento Devigny ya había descubierto como liberarse de sus esposas con un alfiler de gancho. Afiló el extremo de una cuchara en el suelo de concreto de su celda y lo utilizó para arrancar los listones de madera de la puerta. Por la noche, era capaz de salir del a celda y comunicarse con otros prisioneros. En la noche del 24 de agosto, cuándo las condiciones para fugarse eran óptimas, Devigny y otro prisionero, quien recientemente había sido trasladado a su celda, treparon al techo utilizando una cuerda hecha de una manta y una cubierta de colchón, y unos ganchos hechos con el marco de una linterna vieja, se abrieron paso por el techo techo logrando descender hasta el patio. Devigny atacó a un centinela acuchillándolo con su propia bayoneta. Luego ambos treparon a la pared del perímetro interior y, después de que un guardia que patrullaba el pasillo de perímetro hubiese pasado de largo, mediante el gancho y la soga consiguieron atravesar el pasillo y finalmente alcanzaron la calle. Posteriormente lograron eludir las patrullas de búsqueda nazi y, con la ayuda de camaradas de la Resistencia, huyeron a Suiza
Los alemanes se vengaron de Devigny arrestando a dos de sus primos y enviándolos a campos de exterminio. Devigny abandonó Suiza rumbo a España, donde fue arrestado nuevamente y logró escaparse otra vez. Luego se reincorporó al Ejército francés,  participando en la liberación de Alsacia. Después de la guerra, el presidente Charles de Gaulle le honró con la prestigiosa Orden de la Liberación. Más tarde fue nombrado oficial de alto rango en la organización de inteligencia extranjera de Francia. Mientras se encontraba sirviendo en Argelia, Devigny escribió unas memorias de su fuga de la prisión de Montluc que fue publicada en 1956 bajo el título de Un condamné à mort s'est échappé  ("Un condenado a muerte se ha escapado"). El célebre director de cine Robert Bresson, quien también fue prisionero de guerra de los alemanes, utilizó las memorias como la base para una película del mismo nombre; obteniendo el premio a mejor director en el Festival de cine de Cannes. En 1964, Devigny fue reclutado por Francia para ayudar en la secreta reorganización del ejército francés, retirándose en 1971 luego de que el presidente Georges Pompidou nombrara a Alexandre de Marenches al frente de los servicios de inteligencia. Consideró entrar en política pero desistió "cuándo me di cuenta de que las puñaladas por la espalda eran, de lejos, peor que cualquier cosa que yo hubiese visto en el frente." Murió en el año 1999.